# Filata

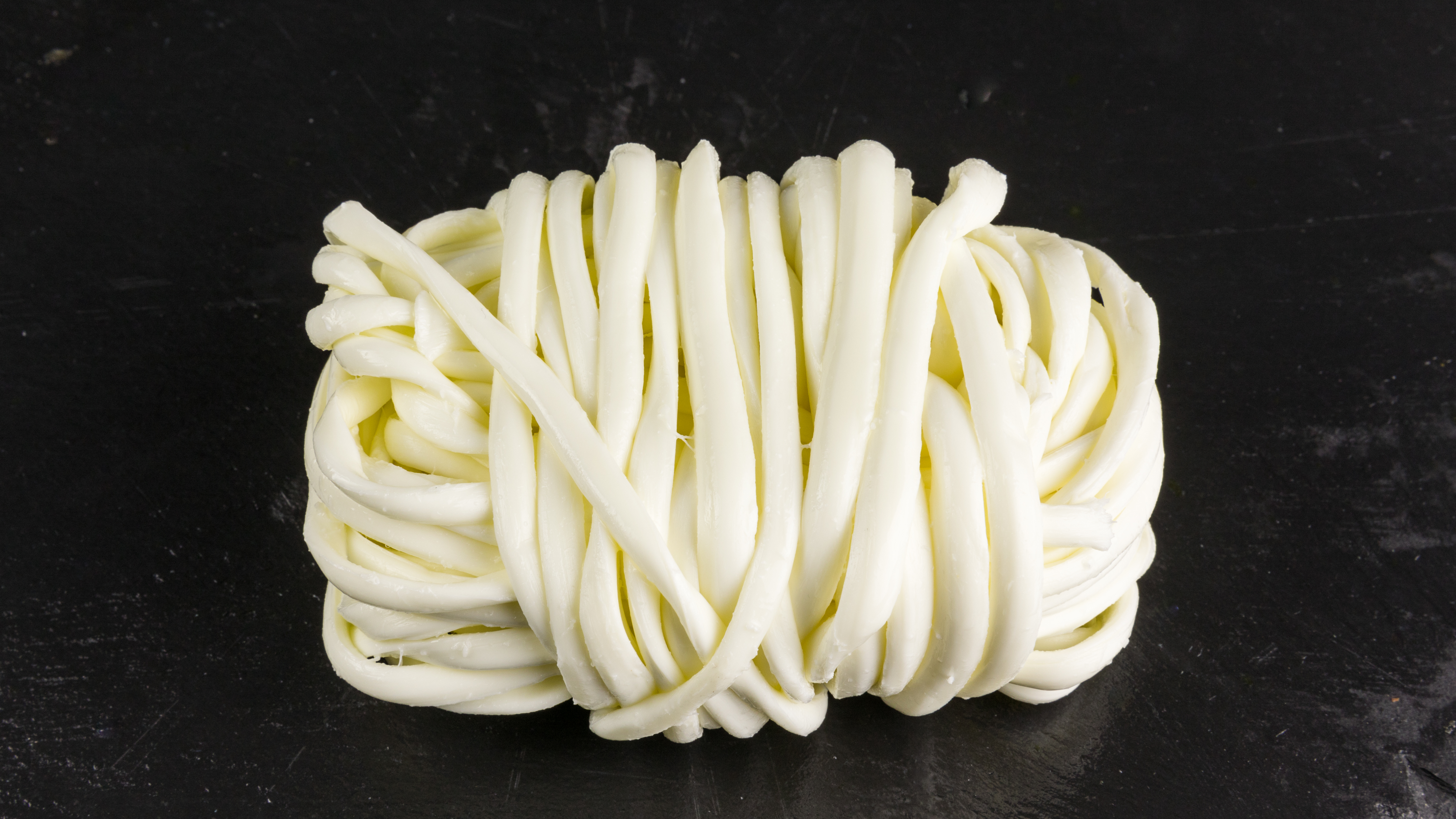
Bulgarischer Fadenkäse

Filata ist die Sammelbezeichnung für verschiedene Käsesorten, die sich durch ein besonderes Herstellungsverfahren auszeichnen, bei dem die Bruchmasse gesäuert, abgebrüht und zu langen Fäden ausgezogen wird. Es handelt sich um eine Art der Brühkäse. Das Wort leitet sich ab von der italienischen Bezeichnung Formaggio a pasta filata, was in etwa übersetzt werden kann als „Käse aus gesponnenem Teig“ (zu filare, spinnen, ausziehen; von filo, Faden). Bekannte Sorten aus Italien sind Mozzarella und Provolone, doch auch Käse anderer Herkunft wie Parenica und Çeçil/Chechili wird nach demselben Verfahren hergestellt.
Zur Herstellung von Brühkäse wird der Käsebruch eine Weile stehengelassen, dann aus der Molke gehoben und mit ungefähr 80 °C heißem Wasser überbrüht, anschließend wird die heiße Masse unter Rühren, Kneten und Ziehen zu einem weichen und formbaren Teig verarbeitet. Davon werden gleichmäßige Stücke abgetrennt. Dieser Brühkäse wird meist zu einer Kugel, einem Zopf oder zu einer anderen typischen Gestalt geformt und danach zum Abkühlen in ein kaltes Wasserbad und anschließend in eine Salzlake oder Molke gelegt. Je länger der Käse im Salzbad liegt, desto stärker ist er gesalzen. Er wird frisch verkauft oder durch Trocknung oder Räuchern weiterverarbeitet.
Typische Filata-Käse sind:
- Burrata
- Caciocavallo
- Fior di latte
- Kaşar
- Kaschkawal
- Mozzarella
- Provolone
- Ragusano
- Scamorza